# (24066) Eriksorensen
(24066) Eriksorensen est un astéroïde de la ceinture principale.

## Description
(24066) Eriksorensen est un astéroïde de la ceinture principale. Il fut découvert le 4 octobre 1999 à Socorro (Nouveau-Mexique) par le projet LINEAR. Il présente une orbite caractérisée par un demi-grand axe de 2,55 UA, une excentricité de 0,05 et une inclinaison de 1,9° par rapport à l'écliptique.

## Compléments